# Washington Capitols
Washington Capitols var ett basketlag som bildades 1946.
Capitols spelade fyra säsonger i Basketball Association of America (BBA) och National Basketball Association (NBA) innan de drog sig ur ligan efter halva den femte säsongen den 9 januari 1951. Hemmaarenan var Uline Arena med en kapacitet på 7 500 åskådare och som 1959 bytte namn till Washington Coliseum.
Capitols vann Eastern Division två gånger, 1946/1947 då de förlorade i semifinal mot Chicago Stags och 1948/1949 då de nådde till NBA-final men förlorade mot Minneapolis Lakers med 2-4 i matcher.
Efter att Capitols drog sig ur ligan säsongen 1950/1951 skulle det dröja ända till säsongen 1973/1974 innan NBA åter skulle återvända till Washington, D.C., då Baltimore Bullets flyttade och blev Capital Bullets.

## Meriter
- Divisions-mästare: 1946/1947, 1948/1949